# Mac OS X v10.7
Mac OS X Lion (versiunea 10.7; supranumit OS X Lion - Leu) este a opta versiune a Mac OS X, sistemul de operare pentru calculatoare și servere dezvoltat de Apple pentru computere Macintosh.

## Caracteristici modificate și noi
- Address Book
- AirDrop
- Address Space Layout Randomization
- AutoSave
- Accessibility
- Boot Camp
- FileVault 2
- Finder
- iCal
- iChat
- Launchpad
- Mac App Store
- Mail 5
- Mission Control
- OpenGL 3.2
- Photo Booth
- Manager profile
- QuickTime
- HD Recovery
- Resume
- Sandbox
- Safari

## Cerințe de sistem
- Procesor Intel Core 2 Duo, Core i3, Core i5,Core i7 sau Xeon
- 2 GB RAM
- Mac OS X 10.6.6 sau mai bun cu un Mac App Store instalat
- Cel puțin 4 GB pe HDD pentru descărcarea Mac OS X 10.7

## Istoric Versiuni
| Versiunea | Build             | Data lansării      |
| --------- | ----------------- | ------------------ |
| 10.7      | 11A511            | 20 iulie 2011      |
| 10.7      | 11A511s           | 16 august 2011     |
| 10.7      | 11A2061 & 11A2063 | 20 iulie 2011      |
| 10.7.1    | 11B26             | 16 august 2011     |
| 10.7.1    | 11B2118           | 16 august 2011     |
| 10.7.2    | 11C74             | 12 octombrie 2011  |
| 10.7.3    | 11D50             | 1 februarie 2012   |
| 10.7.4    | 11E53             | 9 mai 2012         |
| 10.7.5    | 11G56             | 19 septembrie 2012 |
| 10.7.5    | 11G63             | 4 octombrie 2012   |